# The Computer Connection
The Computer Connection este un roman științifico-fantastic al scriitorului american Alfred Bester.  Inițial publicat în foileton în Analog Science Fiction (noiembrie-decembrie 1974, ianuarie 1975, sub denumirea The Indian Giver), a apărut sub formă de carte în 1975 la editura Berkley. Unele ediții în limba engleză au dat romanului titlul Extro. Romanul a fost nominalizat la Premiul Nebula pentru cel mai bun roman în 1975 și la  Premiul Hugo pentru cel mai bun roman în 1976.

## Prezentare
În viitor, o bandă de nemuritori (unii dintre ei sunt personaje istorice faimoase, unii dintre ei au încercat totul pentru a evita acest lucru), inclusiv Herb Wells, Ned Curzon (poreclit Grand Guignol), Hillel și Sam Pepys au doar o singură cerință de respectat ca membru: să nu moară. Prin intermediul rețelei sociale extinse, ei întâlnesc un strălucit fizician cherokee numit Sequoya Guess, care și el la rândul său a aflat recent foarte multe despre particularitățile sale și despre chichițele și lacunele care vin împreună cu acest lucru. Aceasta duce la o schimbare rapidă în viața cotidiană a lui Guess, care este la fel de șocat ca prietenii săi. În același timp, oamenii de știință din lume colaborează pentru a asambla un supercomputer numit Extro, care va monitoriza și va controla toată activitatea mecanică de pe Pământ. Nemuritorii creează un plan de a exploata subtil supercomputerul pentru a-i ajuta în căutările lor privind cunoașterea și pentru a folosi o parte din experiența lor pe care au dobândit-o pentru a-l ajuta la îndeplinirea sarcinilor sale. Funcționând în afara comportamentului așteptat, Extro preia controlul de la dr. Guess. Asta face ca singurele persoane care știu ce se întâmplă - nemuritorii și cei mai apropiați prieteni ai lui Guess - să se lupte cu inima și mintea unei mașini răuvoitoare în corpul unui nemuritor, un om puternic și ingenios care nu poate fi ucis.

## Primire
Criticul Gerald Jonas de la New York Times a afirmat că Bester a încercat, dar nu a reușit "să facă arbitraritatea o virtute" în The Computer Connection, concluzionând că romanul "nu poate fi la fel de distractiv" pentru cititor așa cum a fost pentru scriitor.